# Julian Brandes
Julian Christiaan Brandes (Amstelveen, Países Bajos, 11 de mayo de 2004) es un futbolista neerlandés que juega de centrocampista en el Jong Ajax de la Eerste Divisie.

## Trayectoria
Se incorporó a la cantera del Ajax cuando cumplió ocho años, en 2012. Ha tenido que superar lesiones, entre ellas perderse gran parte de la temporada 2019-20. A pesar de ello, se le considera un jugador prometedor dentro del sistema del Ajax. Obtuvo su primer contrato profesional con el Ajax al cumplir dieciocho años, en mayo de 2022. Fue un contrato de tres años que le llevaría con el club hasta el 30 de junio de 2025 e incluye la opción de un año más.
En verano de 2022 se entrenó con el primer equipo del Ajax durante la pretemporada. Debutó extraoficialmente en los amistosos de pretemporada y fue suplente en el Jong Ajax al comienzo de la temporada 2022-23. Sin embargo, una lesión en la pierna le hizo perderse varios meses de competición. Sin embargo, una lesión en la pierna le hizo perderse meses de acción. Debutó como profesional con el Jong Ajax el 17 de marzo de 2023 en una derrota por 2-0 contra el Almere City F. C. en la Eerste Divisie.

## Estadísticas

### Clubes
Actualizado al último partido disputado el 8 de noviembre de 2024.
| Club                     | Div.          | Temporada     | Liga  | Liga  | Liga   | Copas nacionales | Copas nacionales | Copas nacionales | Copas internacionales | Copas internacionales | Copas internacionales | Total | Total | Total  |
| Club                     | Div.          | Temporada     | Part. | Goles | Asist. | Part.            | Goles            | Asist.           | Part.                 | Goles                 | Asist.                | Part. | Goles | Asist. |
| ------------------------ | ------------- | ------------- | ----- | ----- | ------ | ---------------- | ---------------- | ---------------- | --------------------- | --------------------- | --------------------- | ----- | ----- | ------ |
| Jong Ajax · Países Bajos | 2.ª           | 2022-23       | 4     | 0     | 0      | —                | —                | —                | —                     | —                     | —                     | 4     | 0     | 0      |
| Jong Ajax · Países Bajos | 2.ª           | 2023-24       | 34    | 2     | 2      | —                | —                | —                | —                     | —                     | —                     | 34    | 2     | 2      |
| Jong Ajax · Países Bajos | 2.ª           | 2024-25       | 11    | 0     | 0      | —                | —                | —                | —                     | —                     | —                     | 11    | 0     | 0      |
| Jong Ajax · Países Bajos | Total club    | Total club    | 49    | 2     | 2      | 0                | 0                | 0                | 0                     | 0                     | 0                     | 49    | 2     | 2      |
| Total carrera            | Total carrera | Total carrera | 49    | 2     | 2      | 0                | 0                | 0                | 0                     | 0                     | 0                     | 49    | 2     | 2      |